# Striatobalanus taiwanensis
Striatobalanus taiwanensis is een zeepokkensoort uit de familie van de Archaeobalanidae. De wetenschappelijke naam van de soort is voor het eerst geldig gepubliceerd in 1939 door Hiro.